# آدم و حوا (کراناخ)
آدم و حوا (به انگلیسی: Adam and Eve) یک نقاشی دوبخشی اثر لوکاس کراناخ پدر است. این اثر در سال ۱۵۲۸ میلادی خلق شد و هم‌اکنون در موزه اوفیتزی نگهداری می‌شود. نقاشی‌های دیگری با همین نام توسط کراناخ کشیده شده‌اند؛ برای نمونه نقاشی‌ای با همین نام در مؤسسه هنر شیکاگو و یکی دیگر در موزه هنرهای زیبا در شهر لایپزیگ قرار دارد.
در این اثر آدم و حوا در دو بوم مجزا با پس‌زمینه تیره به تصویر کشیده شده‌اند. هردوی آن‌ها روی زمینی که به زحمت دیده‌می‌شود ایستاده‌اند و شاخه‌ای در دست دارند که اندام‌های تناسلی آن‌ها را می‌پوشاند. حوا میوه ممنوعه را در دست دارد و ماری پشت سر وی بر روی درخت زندگی دیده می‌شود.

## تاریخچه
این اثر تا سال ۱۶۸۸ میلادی در مجموعه هنری دوک‌نشین بزرگ توسکانی نگهداری می‌شد و در سده هجدهم میلادی بارها در موزه اوفیتزی به‌نمایش درآمد. فیلیپو بالدینوچی این اثر را به آلبرشت دورر نسبت می‌داد؛ تا اینکه در سال ۱۷۸۴ مشخص‌شد که این اثر متعلق به کراناخ است.